# Datana
Datana fou un estat tributari protegit de l'Índia del tipus thakurat garantit. Formava part de l'Agència de Malwa Occidental, a l'Índia central. Rebia una subvenció en concepte de tankha dels Sindhia de Gwalior. Els seus ingressos s'estimaven en 186 rúpies el 1901. El sobirà portava el títol de thakur i era un rajput del clan jadon.